# Llaqtapata

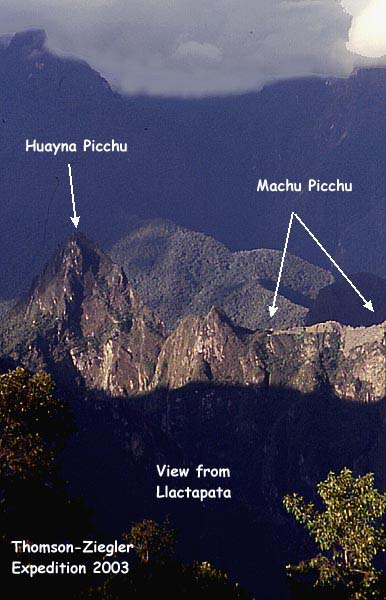
Machu Picchu de Llactapata

Llactapata é um sítio arqueológico localizado a cerca de 5 quilômetros a oeste de Machu Picchu. O complexo está localizado na região de Cusco, província de La Convención, distrito de Santa Teresa, no topo de um pico entre as drenagens de Ahobamba e Santa Teresa.  O site tem paredes com nichos. Está localizado entre precipícios. Desta localidade se tem uma visão privilegiada de Machu Picchu e Huayna Picchu.